# بوبلیکوو
بوبلیکوو (انگلیسی: Bublikovo) یک شهرک در بخش آلکسیفسکی استان بلگورود کشور روسیه است.